# Johann Emanuel von Küster

Johann Emanuel von Küster (1764–1833)

Johann Emanuel von Küster (* 11. November 1764 in Havelberg; † 30. Mai 1833 in München) war ein deutscher Diplomat und preußischer Geheimer Staatsrat.

## Leben
Küsters Eltern waren der evangelische Prediger Samuel Christian Küster (1730–1797), der 1759 in Havelberg zum Ober-Domprediger befördert worden war, und dessen Ehefrau Christine Charlotte Küster, geb. Jury. Er besuchte zunächst die Domschule in Havelberg und wechselte nach der Versetzung seines Vaters von Havelberg nach Berlin-Friedrichswerder auf das Friedrichswerdersche Gymnasium. Vom 14. Mai 1784 an studierte Küster an der Universität Halle Rechts- und Staatswissenschaften. Er war Mitglied des studentischen Constantistenordens. Er scheint sein Studium in Berlin fortgesetzt zu haben, zählte dort jedenfalls später zum Kreis Berlinischer Schriftsteller.
Die Laufbahn Küsters im diplomatischen Dienst begann, als die preußische Regierung am 5. Juni 1786 den im Auswärtigen Amt beschäftigten Geheimrat Christian von Dohm wegen der preußischen Außenprovinz Kleve zum Direktorialen für das Direktorium des Niederrheinisch-Westfälischen Kreises, mit Sitz in Köln, ernannt hatte und er Küster als Assistenten mitnahm. Seiner Behörde hatte Dohm den Kandidaten der Jurisprudenz Johann Emanuel Küster als „einen jungen Menschen von guten Kenntnissen und Sitten, den ich schon seit einigen Jahren kenne“ empfohlen. Am 1. Juni 1787 wurde Küster zum Gesandtschaftssekretär ernannt. Er erwies sich als so fähig, dass er im Jahr 1791, von Mai bis November, als Dohm eine längere Urlaubsreise in die Schweiz unternahm, diesen vertreten und für ihn nach Berlin berichten konnte. 1791/92 hielt er sich mit Dohm in Aachen auf; 1793 wurde Küster zum Geheimen expedierenden Sekretär mit dem Prädikat Kriegsrat im Kabinettsministerium befördert.
Im Zusammenhang mit den von Frankreich im Tilsiter Frieden 1807 den unterlegenen Staaten abgenötigten Zahlungsverpflichtungen war Küster 1811 als Chef der 2. Abteilung des Außenministerium vom preußischen König beauftragt worden, mit dem Finanzbeauftragten des westfälischen Königs über eine einvernehmliche Aufteilung der Schuldenlasten zu verhandeln.
Küster wurde am 26. Januar 1815 nobilitiert.
Küster war von 1815 bis 1833 preußischer Gesandter in Stuttgart und zugleich preußischer Gesandter in München von 1814 bis 1817 und von 1824 bis 1833; außerdem war Küster von 1819 bis 1823 als preußischer Gesandter in Karlsruhe akkreditiert. Auf dem Wiener Kongress war er enger Mitarbeiter Hardenbergs. Küster war im Auftrag des preußischen Königs an den Verhandlungen zur Gründung des Deutschen Bundes beteiligt, und zwar in seiner Eigenschaft als Geheimer Staatsrat, außerordentlicher Gesandter und bevollmächtigter Minister bei dem König von Württemberg und bei dem Großherzog von Baden, und wird in der Schluß-Akte der über Ausbildung und Befestigung des deutschen Bundes zu Wien gehaltenen Ministerial-Conferenzen‘ vom 15. Mai 1820 namentlich erwähnt.
Küster heiratete in München im Mai 1793 Maria Jocobine Heberle (1767–1847) aus Aachen. Aus der Ehe gingen drei Töchter und vier Söhne hervor. Seine Tochter Auguste Wilhelmine Elisabeth (1795–1868), genannt ‚Betty‘, Stiftsdame, war Begleiterin der bayerischen Kronprinzessin Marie. Küsters Neffe Wilhelm Küster, Major und Legationsrat, der seit Frühjahr 1817 bei der preußischen Gesandtschaft in St. Petersburg tätig gewesen und am 21. Juni 1822 nobilitiert worden war, hatte mit dem Kaiser-Alexander-Grenadier-Regiment an dem russischen Feldzug 1828 an der Donau teilgenommen.

## Schriften (Auswahl)
- Actenmäßige Berichtigung der sogenannten actenmäßigen Darstellung der Ursachen, warum die von dem Kaiserlichen und Reichs-Kammer-Gericht den Kreisausschreibenden Herrn Fürsten des niederrheinisch-westphälischen Keises unterm 27sten August 1789 gegen die Lütticher Aufrührer aufgetragene Executions-Commission bisher unvollstreckt geblieben ist, und deren Nachtrags. Königliche Hofbuchdruckerei, Berlin 1791 (Digitalisat).
- Von den neueren Versuchen des Königlich-Preußischen Hofes, die Lüttichsche Sache zu vermitteln. Königliche Hofdruckerei, Berlin 1792. (Digitalisat).
- Darstellung des jetziges Krieges zwischen Deutschland und Frankreich, in besonderer Hinsicht auf die Theilnahme Preußens bis zum Basler Friedensschluß. Vieweg, Berlin 1796. (Digitalisat).
- Umriß der preußischen Monarchie nach statistischen, staats- und völkerrechtlichen Beziehungen. Erstes Heft, Unger, Berlin 1800. (Digitalisat).
- Beiträge zur Preußischen Staatskunde. Erste Sammlung, Haude und Spener, Berlin 1806. (Digitalisat).
- Darstellung des Benehmens der Französischen Regierung gegen Preussen seit dem Tilsiter Frieden. Haude und Spener, Berlin 1813. (Digitalisat).